# Egle parvaeformis
Egle parvaeformis är en tvåvingeart som beskrevs av Johann Andreas Schnabl 1911. Egle parvaeformis ingår i släktet Egle och familjen blomsterflugor. Arten är reproducerande i Sverige. Inga underarter finns listade i Catalogue of Life.